# Loupfourdon

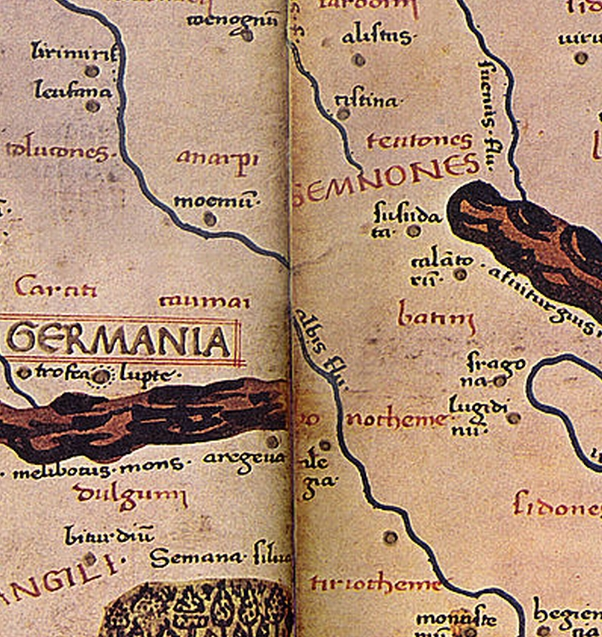
Loupfourdon (hier „Lupt“) in der Karte des Ptolemäus

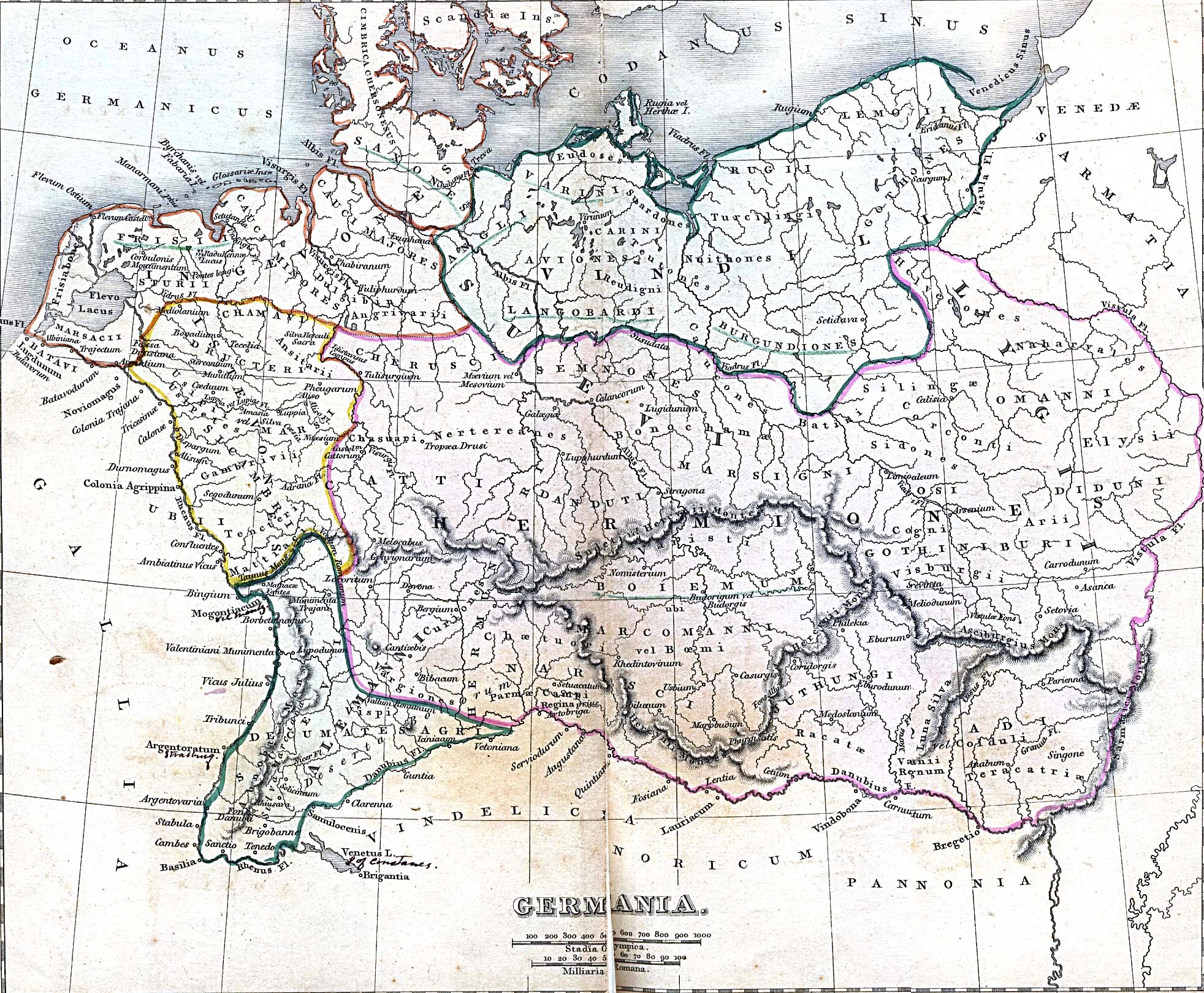
Karte der Germania magna aus dem 19. Jahrhundert, die Stragona mit dem Raum Dresden verbindet und auf der „Lupphurdum“ Leipzig zugeordnet ist

Loupfourdon, im Lateinischen auch Lupfurdum (altgriechisch Λούπφουρδον), ist ein Ortsname, der im von Ptolemäus um das Jahr 150 n. Chr. erstellten Atlas Geographia erwähnt wird. Bislang konnte der Ort, dessen Namensbestandteil „furd“ auf eine Furt hinweist, nicht lokalisiert werden.
Um 150 n. Chr. bildete Claudius Ptolemäus als Teil seiner Geographike Hyphegesis vermutlich als Erster einige Orte Mitteleuropas in einem System von Koordinaten ab. Dazu stützte er sich auf die Angaben von Reisenden, die das damals als Germania magna bezeichnete Gebiet durchquert hatten. Heute existieren nur noch mittelalterliche Kopien des Kartenwerks. Die daraus resultierenden Ungenauigkeiten führten dazu, dass die Lokalisierung einzelner Orte im 19. und 20. Jahrhundert umstritten war.
Loupfourdon liegt in der in nachantiken Kopien erhaltenen Karte zwar nahe dem linken Ufer der Elbe, dennoch ordnete es der Altertumsforscher Carl Peter Lepsius seinerzeit der Stadt Dornburg/Saale zu. In anderen Deutungen verortete man Lupfurdum im ostböhmischen Königgrätz (Hradec Králové) oder im etwas elbabwärts von Dresden gelegenen Meißen. Ernst Förstemann schloss aus dem Ortsnamen auf die Lage an einer Furt der Luppe und verlegte den Ort somit in den Raum Leipzig.
In den 2000er Jahren führte das Institut für Geodäsie an der Technischen Universität Berlin eine geodätische Deformationsanalyse durch. Ein Team unter der Leitung von Dieter Lelgemann ordnete viele historische Ortsbezeichnungen auf rund 20 Kilometer genau heutigen Ortslagen zu und kam zu dem Schluss, dass Loupfourdon etwa an der Stelle Dresdens lag.